# Vingselina crassa
Vingselina crassa är en insektsart som beskrevs av Sjöstedt 1921. Vingselina crassa ingår i släktet Vingselina och familjen torngräshoppor. Inga underarter finns listade i Catalogue of Life.